# بنتلي 3.5 لتر
بنتلي 3.5 لتر (طُوِّرت لاحقاً إلى 4.25 لتر) هي سيارة من صناعة شركة بنتلي في المملكة المتحدة، عُرضت للجمهور بعد وفاة المهندس ومصمم السيارات الإنجليزي هنري رويس بوقت قصير وذلك في سبتمبر 1933م، بدأ إنتاجها في عام 1933 وتوقف في عام 1939.